# Beitillu
Beitillu (àrab: بيتللو, Baytillū) és un antic municipi palestí en la governació de Ramal·lah i al-Bireh al centre de Cisjordània, situat 19 kilòmetres al nord-oest de Ramal·lah. Segons l'Oficina Central d'Estadístiques de Palestina (PCBS), tenia 3.083 habitants en 2006. Des de 1997 forma part del nou municipi d'Al-Ittihad.

## Història
S'hi ha trobat ceràmica de l'Edat de Ferro, persa, hel·lenística, romana, romans d'Orient, omeia, croada, aiúbida i mameluc.

### Època otomana
Beitillu apareix als registers fiscals otomans de 1596 com a Bayt Illu, a la nàhiya d'al-Quds, al liwà homònim. Tenia una població de 30 llars, totes musulmanes, i pagava impostos sobre blat, ordi, oliveres, vinyes i fruiters, cabres i ruscs.
L'explorador francès Victor Guérin va visitar Beit-Illou in 1870, i va estimar que el poble tenia uns 800 habitants. També va assenyalar que tenia arbres magnífics" al nord. L'estimació de població de Guérin encaixa amb una llista oficial del poble otomà des del 1870, que va demostrar que "Beit Oula" tenia 100 cases i una població de 430, ja que només comptava amb els homes.
En 1882 el Survey of Western Palestine del Fons per a l'Exploració de Palestina descrivia Beit Ello om un «poble de grandària moderada a una zona elevada, entre oliveres, amb un pou al sud-est i una deu i un dipòsit al nord-est.»
En 1896 la població de Bet Illo s'estimava en unes 588 persones.

### Època del Mandat Britànic
En el cens de Palestina de 1922, organitzat per les autoritats del Mandat Britànic, Baitilla tenia 252 musulmanss, que augmentaren en el cens de 1931 a 440 musulmans en 98 cases.
En el cens de 1945 la població de Beitillu era de 490 musulmans, amb 13,409 dúnams de terra, segons una enquesta oficial de terra i població. 5,825 dúnams eren usats per plantacions i terra de rec, 1,681 dúnams per a cereals, mentre que 58 dúnams eren sòl urbanitzat.

### Després de 1948
En la vespra de guerra araboisraeliana de 1948, i després dels acords d'armistici araboisraelians de 1949, Beitillu fou ocupada pel regne haixemita de Jordània. Després de la Guerra dels Sis Dies de 1967 va romandre sota l'ocupació israeliana.
En l'actualitat, no es pot accedir a la majoria de les terres tradicionals dels pobladors, fonts, jardins amb oliveres i figueres, prop de L'assentament israelià de Nahliel, perquè el seu camí està barrat pels soldats o colons israelians, sovint amb gossos.
Al febrer de 2011, tres cases de Beitillu van ser vandalitzades per grafits anònims que van pintar eslògans com 'Muhammad és un porc' a les seves parets, probablement com una represàlia de política de responsabilitat compartida per a l'evacuació forçada d'un colonitzador proper a Kiryat Arba.